# إيرفن ريكسا
إيرفن ريكسا (بالألبانية: Ervin Rexha‏) هو لاعب كرة قدم ألباني في مركز قلب الدفاع، ولد في 1 نوفمبر 1991 في إشقودرة في ألبانيا. لعب مع نادي فلازنيا إشقودرة ونادي لاتشي.